# 扎波罗热巴尔卡
47°44′36″N 34°56′45″E / 47.74333°N 34.94583°E
扎波羅熱巴爾卡（烏克蘭語：Запорізька Балка），是烏克蘭中部的村莊，隸屬第聶伯羅彼得羅夫斯克州尼科波爾區的托馬基夫卡市鎮。該村距離新米哈伊利夫卡、汉尼夫卡和烏迪倫斯凱1公里，海拔高度108米，2001年人口132。